# NGC 3658
NGC 3658 је лентикуларна галаксија у сазвежђу Велики медвед која се налази на NGC листи објеката дубоког неба.
Деклинација објекта је + 38° 33' 49" а ректасцензија 11h 23m 58,5s. Привидна величина (магнитуда) објекта NGC 3658 износи 12,1 а фотографска магнитуда 13,1. NGC 3658 је још познат и под ознакама UGC 6409, MCG 7-24-2, CGCG 214-3, PGC 35003.